# 渋江修平
渋江 修平（しぶえ しゅうへい、1985年 - ）は、長崎県波佐見町出身のドラマの演出家、監督。

## 経歴
学生時代はデザインを専攻。在学中に映像をやってみたところデザインより評判が良かったため映像に転向。
インパクト＆エンターテインメントを心がけ、CM／MV／ドラマなどのジャンルで活動。
ACC 2019 ゴールド受賞、ショートショートフィルムフェスティバル & アジア2021 BRANDED SHORTS 最高賞受賞、など

## 作品

### テレビドラマ
- 太宰治短編小説集（NHK）
  - 「トカトントン」2009年
  - 「走れメロス」2010年 主演／森山未來

- 浮世絵で旅する東海道中膝栗毛（2015年、NHK）主演／森山未來・ピエール瀧

- シリーズ・横溝正史短編集（NHK）主演／池松壮亮
  - 「百日紅の下にて」2016年
  - 「犬神家の一族」2020年
  - 「蝙蝠と蛞蝓」2022年

- シリーズ・江戸川乱歩短編集（NHK）主演／満島ひかり
  - 「屋根裏の散歩者」2016年
  - 「人間椅子」2017年
  - 「人でなしの恋」2018年
  - 「少年探偵団」2021年

- 武士スタント逢坂くん!（2021年、日本テレビ）
- あせとせっけん（2022年、MBS）

- 『星新一の不思議な不思議な短編ドラマ』『逃走の道』（2022年5月17日、NHK BS4K・BSプレミアム）[4]
- パリピ孔明（2023年、フジテレビ）
- 『I am…』23歳たち「新垣蒼汰」（2024年1月26日配信、FOD / 3月11日〈予定〉、フジテレビ） - [5][6][7]

### ショートムービー
- 突撃！南島原情報局（神回）（2021年）主演／満島ひかり

### CM
- KIRIN プラズマ乳酸菌WEBムービー（2016年）
- トミーヒルフィガー「15秒ランウェイ」（2018年）
- シャウエッセン予告篇CM（2021年）
  - 「時代に流されたシャウエッセン」（2019年）
  - 「シャウエッセンホットチリ」2021年
- プリングルズ「フタ外れちゃうおいしさ」篇（2020年）
- 久光製薬「ツボコリパッチ」（2020年）
- タマホーム今田美桜デビュー篇・受賞篇CM（2020年）
- ヤクルト「タフマンなまはげ篇」CM（2020年）

### ミュージック・ビデオ
- モーニング娘。’15「青春小僧が泣いている」（2015年）
- 在日ファンク「ぽいぽい」（2016年）
- 上坂すみれ「踊れ！きゅーきょく哲学」（2017年）
- トミタ栞「わたしのアイス食べたでしょう？」（2017年）
- D-LITE (from BIGBANG)「あ・ぜ・ちょ！」（2017年）
- DAOKO「さみしいかみさま another ver.」（2017年）
- King & Prince「シンデレラガール」（2018年）
- King & Prince「Memorial」（2018年）
- Mili「Rightfully」（2018年）
- 荒井麻珠「Find MySelf！」（2019年）
- 原因は自分にある。「シェイクスピアに学ぶ恋愛定理」（2020年）
- 大原櫻子「#やっぱもっと」（2020年）
- 諭吉佳作/men「この星にされる」（2021年）